# 도쿠시마현
도쿠시마현(일본어: 徳島県, 문화어: 도꾸시마현)은 일본 시코쿠 동부에 있는 현이다. 현청 소재지는 도쿠시마시이다.

## 개요
예전부터 와카야마현과 배편으로 연결되고 있어서 시코쿠 지방 중에서 가장 긴키 지방의 영향력이 강했는데, 1985년에는 효고현 아와지섬(淡路島)과 연결하는 다리가 개통되었고, 1998년에는 아와지섬과 고베시를 연결하는 다리도 개통되었다. 이에 따라 도쿠시마현과 긴키 지방은 육로로 연결되었으며, 경제적인 관계도 더욱 긴밀해지고 있다.

## 역사
오랫동안 도쿠시마시는 묘도군(名東郡)으로 불리는 지역에 속해 있었다. 그러나 1871년 폐번치현의 제1차 부현 통합 후에 이곳은 묘도현(名東県)으로 불리게 되었다. 이 때의 묘도현은 옛 아와국 지역뿐만 아니라 옛 아와지국(아와지섬)도 포함하고 있었다. 더욱이 1873년 2월 20일에는 현재의 가가와현 지역도 편입하였다.
그러나 1875년 9월 5일의 제2차 부현 통합에 의해 사누키국 지역은 분리되어 현재의 가가와현을 형성하였다. 그리고 1876년 9월 21일에 아와지섬이 분리되어 효고현에 편입되었고 아와국이 분리되어 고치현에 편입되었다. 이후 1880년 3월 2일에 묘도현이 고치현으로부터 분리되어 현재의 도쿠시마현이 성립되었다.

## 지리
북부의 도쿠시마 평야를 제외하고는 전체적으로 산지가 많은 지형이고 특히 도쿠시마 평야 이남에 있는 시코쿠 산지는 서일본에서도 험한 산악 지대이다. 이 산들은 과거부터 현재에 이르기까지 도쿠시마현의 물류 이동과 교류의 큰 장애물이 되어 왔다. 또 한편으로 산간부에서 요시노강, 가쓰우라강, 나카강 등 수량이 풍부한 하천이 여러 개 흘러 수자원이 풍부하다. 하천이 적어 물부족에 빠지기 쉬운 근처의 가가와현과는 대조적으로 치수에 오랜 세월 골치를 썩고 있다.
기후는 현 남부는 태평양측 기후 지역에 속해 온난하고 비가 많지만 현 북부는 세토 내해식 기후에 속하는 지역도 존재한다. 또한 일부 지역은 대륙성 기후를 나타낸다.

## 지역

### 동부
현내에서는 게이한신과의 관계가 가장 깊은 지역이며, 긴키권의 일부로 취급되는 경우도 있다. 한편으로 시코쿠의 다른 현이나 주고쿠 지방과의 연결성은 떨어지고, 방언을 포함해 거의 완전한 긴키 지향의 지역이 되고 있다. 정치와 경제 양면에서 긴키의 일원으로 대우받는 일도 드물지 않다. 오사카시의 각 민영방송국인 요미우리 TV의 뉴스 프로그램에서는 정확도를 기하기 위해 "긴키와 도쿠시마"로 표현하고 있다.
- 도쿠시마시(徳島市) - 현청 소재지
- 나루토시(鳴門市)
- 고마쓰시마시(小松島市)
- 요시노가와시(吉野川市)
- 아와시(阿波市)
- 이타노군(板野郡)
  - 마쓰시게정(松茂町) - 기타지마정(北島町) - 아이즈미정(藍住町) - 이타노정(板野町) - 가미이타정(上板町)
- 묘도군(名東郡)
  - 사나고치촌(佐那河内村)
- 묘자이군(名西郡)
  - 이시이정(石井町) - 가미야마정(神山町)

### 남부
연안부 외 내륙부에서도 오사카 민방의 텔레비전을 시청할 수 있기 때문에 간사이의 영향력이 강하다. 한편 현내에서는 도로 정비가 비교적 늦게 이루어진 지역이다.
- 아난시(阿南市)
- 나카군(那賀郡)
  - 나카정(那賀町)
- 가쓰우라군(勝浦郡)
  - 가쓰우라정(勝浦町) - 가미카쓰정(上勝町)
- 가이후군(海部郡)
  - 무기정(牟岐町) - 미나미정(美波町) - 가이요정(海陽町)

### 서부
도쿠시마현 총 면적의 약 33%를 차지한다. 현 북동부와는 달리 긴키 지방 외에 가가와현·에히메현이나 주고쿠 지방과의 교류가 활발하고, 더욱이 2000년 이후에는 마쓰야마 자동차도의 개통으로 기존의 다카마쓰시 외에 에히메현 시코쿠추오시와 니이하마시의 쇼핑센터 등에도 쇼핑 수요가 몰리게 되었다. 그 때문에 같은 현내에서도 북동부 거주민과 북서부 거주민은 교류 면에서의 감각이 다르다.
세토 대교 개통 후에는 산요 지방의 오카야마시 등과도 교류가 늘어난 편이다.
- 미마시(美馬市)
- 미요시시(三好市)
- 미마군(美馬郡)
  - 쓰루기정(つるぎ町)
- 미요시군(三好郡)
  - 히가시미요시정(神東みよし町)

## 인구
|                                                | |
| 도쿠시마현의 전국의 연령별 인구 분포（2005년） | 도쿠시마현의 연령·남녀별 인구 분포（2005년）                                                                           |
| ■자주색 ― 도쿠시마현 ■녹색 ― 일본전국          | ■파랑색 ― 남자 ■빨간색 ― 여자                                                                                          |
| · 도쿠시마현의 인구추이                        | |
| 일본 총무성 통계국 국세조사 결과               | |
|                                                | 기술적 문제로 인해 그래프를 일시적으로 사용할 수 없습니다. 파브리케이터와 미디어위키 위키에 더 자세한 정보가 있습니다. |

| 증가 2.5 - 4.99 % 0.0 - 2.49 % | 감소 0.0 ~ 2.5% 2.5 ~ 5.0% 5.0 ~ 7.5% 7.5 ~ 10.0% 10.0% 이상 |

메이지 시대 초기에는 당시 의복의 염료로 사용되던 쪽의 재배로 전국에서 손꼽히는 인구 규모를 가지기도 했지만, 곧이어 찾아온 산업 혁명으로 면직물, 그 다음 화학 섬유의 등장으로 그 수요가 현저하게 감소하여 메이지 시대부터 쇼와 시대의 인구 증가 시기에 다른 도도부현에 크게 뒤처지는 결과를 가져왔다.
인구는 1956년 87만여 명으로 정점을 찍고 반세기 후인 2007년에 80만 명을 밑돌기 시작했으며, 2023년 4월 1일 추계로 70만 명을 밑돌면서 약 1세기 만에 60만 명대로 떨어질 것으로 예상된다.
도쿠시마현의 합계 출산율은 2019년 기준 1.46명으로 인구 유지에 필요한 2.07명에는 한참 못 미쳐 인구 자연감소에 제동이 걸리지 않고 있다. 또한 오나루토 대교와 아카시 해협 대교의 개통, 다카마쓰 자동차 도로의 개통으로 인한 빨대 효과로 대학 진학이나 취업을 계기로 긴키 지방과 수도권, 나아가 다른 시코쿠 각 현으로 인구가 유출되어 사회적으로도 인구가 감소하고 있다.
시군구별로 보면 도쿠시마 도심의 지가 상승에 따라 도넛화 현상이 두드러지게 나타나고 있다. 도쿠시마 시내 중심부까지 차로 30분 정도면 출퇴근할 수 있고, 육아 지원 정책을 펼친 아이즈미정과 기타지마정 등에 인구가 유입되어 시코쿠에서도 몇 안 되는 인구 증가 지역이 되고 있다. 도쿠시마시 서쪽에 있는 이시이정도 철도가 중심부를 관통하여 접근성이 좋아 인구가 유입되어 인구가 증가한 시기도 있었다. 또한 산간 지역인 가미야마정과 마찬가지로 IT 기업 유치와 청년 세대 중시 정책의 영향으로 2019년부터 인구가 증가세를 보이고 있다. 반면 핵도시인 도쿠시마시, 나루토시, 아난시는 계속 인구가 감소하고 있다. 또한 서부와 남부는 계속 감소하고 있으며, 존립이 위태롭거나 소멸한 취락도 많다.
- 도쿠시마현의 메이지・다이쇼・헤이세이 시대 인구 추이
  - 1888년 - 67만 6100명(전국 32위, 시코쿠 2위)
  - 1920년 - 67만 0212명(전국 40위, 시코쿠 4위)
  - 2005년 - 80만 9974명(전국 44위, 시코쿠 3위)
  - 2010년 - 78만 5491명(전국 44위, 시코쿠 3위)
  - 2015년 - 75만 5733명(전국 44위, 시코쿠 3위)
  - 2020년 - 71만 9704명(전국 44위, 시코쿠 3위)

아래는 도쿠시마현의 2025년 4월 1일 기준 인구 현황이다.
| 구분       | 시정촌명       | 인구      |
| ---------- | -------------- | --------- |
| 도쿠시마현 | 도쿠시마현     | 678,771명 |
| 시         | 도쿠시마시     | 243,648명 |
| 시         | 나루토시       | 51,179명  |
| 시         | 고마쓰시마시   | 33,336명  |
| 시         | 아난시         | 64,995명  |
| 시         | 요시노가와시   | 35,738명  |
| 시         | 아와시         | 31,892명  |
| 시         | 미마시         | 25,588명  |
| 시         | 미요시시       | 20,715명  |
| 정         | 가쓰우라정     | 4,274명   |
| 정         | 가미카쓰정     | 1,197명   |
| 정         | 이시이정       | 23,635명  |
| 정         | 가미야마정     | 4,109명   |
| 정         | 나카정         | 6,333명   |
| 정         | 무기정         | 3,160명   |
| 정         | 미나미정       | 5,404명   |
| 정         | 가이요정       | 7,438명   |
| 정         | 마쓰시게정     | 13,885명  |
| 정         | 기타지마정     | 23,128명  |
| 정         | 아이즈미정     | 35,069명  |
| 정         | 이타노정       | 12,420명  |
| 정         | 가미이타정     | 10,624명  |
| 정         | 쓰루기정       | 6,496명   |
| 정         | 히가시미요시정 | 12,640명  |
| 촌         | 사나고치촌     | 1,868명   |

## 산업

### 농업
도쿠시마에서는 야채의 생산이 번성한다. 특히 요시노강 북안 지역·하구 부근에서는 다양한 야채가 재배되어 주로 게이한신 방면으로 출하된다. 도쿠시마의 농산물은 간사이의 시장에서 항상 최고의 점유율을 자랑하고 있으며 그 중에서도 나루토 긴토키로 대표되는 고구마, 스다치, 연근, 딸기는 타지역의 추종을 허락치 않을 정도의 브랜드 파워를 구축하고 있다. 여름의 냉량한 산지를 이용한 딸기의 연중 출하 체제는 일본에서도 선도적인 것이다.

## 교통

### 공항
- 도쿠시마 공항

### 철도
- 시코쿠 여객철도
  - 도산선
  - 고토쿠선
  - 도쿠시마선
  - 무기선
  - 나루토선

- 아사 해안 철도
  - 아사토선

### 도로
- 고속도로
  - 도쿠시마 자동차도(일본어판)(시코쿠 종관 자동차도(일본어판))
  - 다카마쓰 자동차도(일본어판)(시코쿠 횡단 자동차도(일본어판))
  - 고베아와지나루토 자동차도

- 국도
  - 국도 제11호선
  - 국도 제28호선
  - 국도 제32호선
  - 국도 제55호선
  - 국도 제192호선 (일본)(일본어판)
  - 국도 제193호선 (일본)(일본어판)
  - 국도 제195호선 (일본)(일본어판)
  - 국도 제318호선
  - 국도 제319호선 (일본)(일본어판)
  - 국도 제377호선 (일본)(일본어판)
  - 국도 제438호선 (일본)(일본어판)
  - 국도 제439호선 (일본)(일본어판)
  - 국도 제492호선 (일본)(일본어판)

## 같이 보기
- 아와오도리